# 大花驼蹄瓣
大花驼蹄瓣（学名：Zygophyllum potaninii）为蒺藜科驼蹄瓣属的植物。分布在中亚、蒙古以及中国大陆的内蒙古、新疆、甘肃等地，生长于海拔585米至1,610米的地区，多生长于石质低山坡、砾质荒漠或极耐干旱，目前尚未由人工引种栽培。

## 别名
大花霸王（内蒙古植物志）